# Bartley Griffith

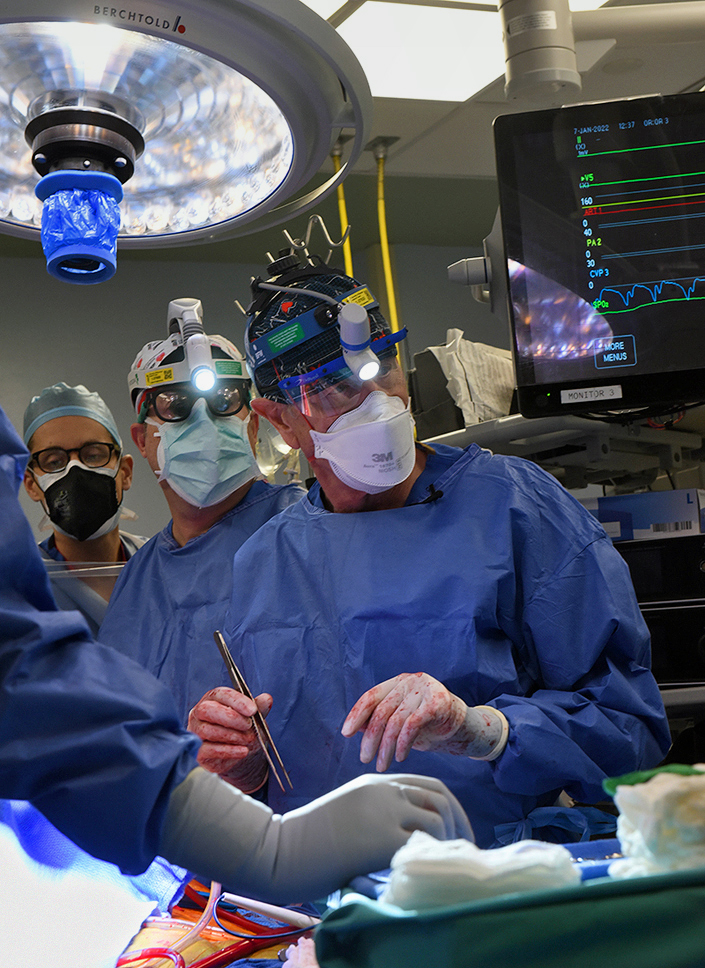
El doctor Bartley P. Griffith durante la operación, el 7 de enero de 2022

Bartley P. Griffith (Pittsburgh, 1949) es un cirujano cardíaco estadounidense. Griffith estudió en la Thomas Jefferson University en Filadelfia y obtuvo su título de Doctor en Medicina en 1974. Fue el médico que realizó el primer trasplante exitoso de un corazón de cerdo modificado genéticamente a un ser humano el 7 de enero de 2022. El destinatario fue David Bennett Sr., de 57 años. El procedimiento se realizó en el Centro Médico de la Universidad de Maryland. Debido a complicaciones de salud, David Bennett Sr murió el 8 de marzo de 2022.
El primer trasplante de corazón de un cerdo no modificado genéticamente a un ser humano fue realizado en 1997 por el cirujano indio Dhaniram Baruah. La paciente, Purna Saikia, de 32 años, falleció una semana después.